# (929) Алгунда
(929) Алгу́нда (лат. Algunde) — астероид главного астероидного пояса. Открыт 10 марта 1920 года немецким астрономом Карлом Рейнмутом в Гейдельберге, Германия. Астероид был назван женским именем, которое учёный взял из немецкого ежегодного календаря Lahrer hinkender Bote, и никак не связано с современниками Рейнмута.
Алгунда не пересекает орбиту Земли, и делает полный оборот вокруг Солнца за 3,35 Юлианских лет.